# Kuszholia
Kuszholia (que significa "pájaro de la Vía Láctea", por el término kazajo para la Vía Láctea, kus zholi) es el nombre dado a un género extinto de aves primitivas o dinosaurios parecidos a aves del Cretácico superior. Posiblemente eran celurosaurios cercanos a la ascendencia de las aves, aunque la mayoría de los científicos lo han considerado un avialano (ya sea un ornituro primitivo o una enantiornita). Se encontraron fósiles en la Formación Bissekty en el desierto Kyzyl Kum de Uzbekistán.
El género contiene una sola especie, K. mengi; se ha erigido una familia separada para este (Kuszholiidae). Se conoce sólo por una serie de pequeñas vértebras, con prominentes cámaras huecas (neumaticidad).